# Estádio Municipal Antiocho Pereira
Estádio Municipal Antiocho Pereira – stadion piłkarski, w União da Vitória, Parana, Brazylia, na którym swoje mecze rozgrywa klub Associação Atlética Iguaçu.